# Kanoya
Kanoya (jap. 鹿屋市, -shi) ist eine japanische  Stadt in der Präfektur Kagoshima auf der Ōsumi-Halbinsel am Ostufer der Kagoshima-Bucht.

## Geschichte
Kanoya wurde am 27. Mai 1941 gegründet.

## Weblinks

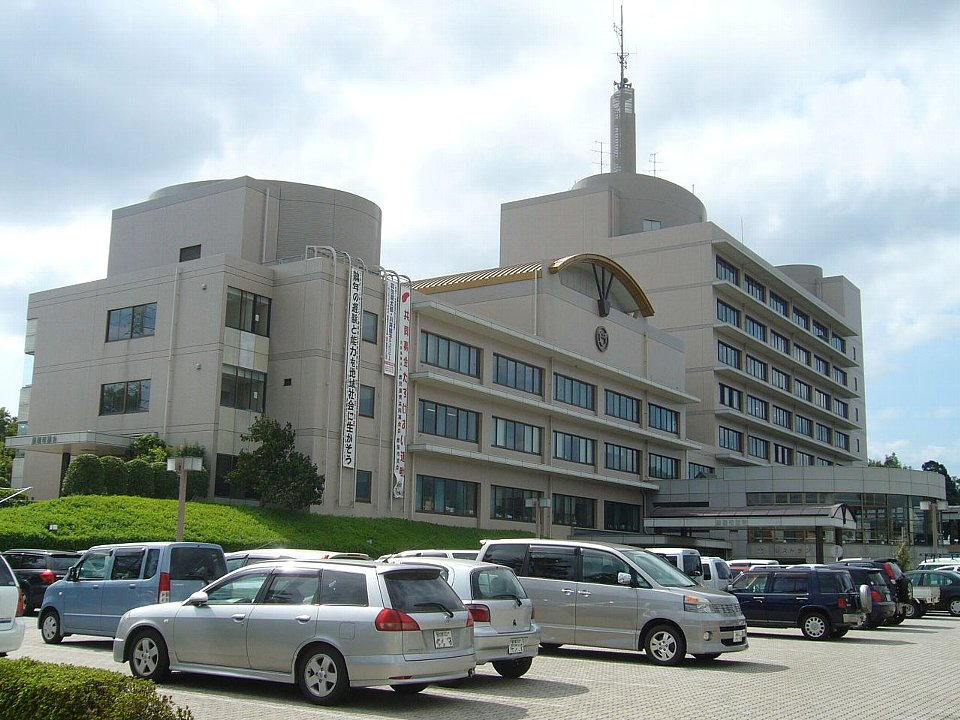
Rathaus von Kanoya

## Verkehr
- Straßen:
  - Nationalstraßen 220, 269, 504

## Angrenzende Städte und Gemeinden
- Tarumizu
- Soo
- Kirishima
- Ōsaki
- Higashikushira
- Kinkō
- Kimotsuki

## Persönlichkeiten
- Yūsuke Gotō (* 1993), Fußballspieler